# Tournoi de Wollongong
Le Tournoi World Cup de Wollongong est une compétition de judo organisée à Wollongong en Australie. Elle se déroule au mois de novembre.

## Palmarès masculin
| World Cup | World Cup      | World Cup     | World Cup         | World Cup     | World Cup          | World Cup      | World Cup           |
| Année     | -60 kg         | -66 kg        | -73 kg            | -81 kg        | -90 kg             | -100 kg        | +100 kg             |
| --------- | -------------- | ------------- | ----------------- | ------------- | ------------------ | -------------- | ------------------- |
| 2014      | Aaron Kunihiro | Ryu Jin-byung | Arthur Margelidon | Lee Seung-su  | Andrew Burns       | Jason Koster   | Kim Soo-whan        |
| 2015      | Pavel Petřikov | Nathon Burns  | Marco Maddaloni   | Emirhan Yucel | Mammadali Mehdiyev | Lyes Bouyacoub | Mohamed Amine Tayeb |

## Palmarès féminin
| World Cup | World Cup        | World Cup       | World Cup     | World Cup         | World Cup       | World Cup           | World Cup       |
| Année     | -48 kg           | -52 kg          | -57 kg        | -63 kg            | -70 kg          | -78 kg              | +78 kg          |
| --------- | ---------------- | --------------- | ------------- | ----------------- | --------------- | ------------------- | --------------- |
| 2014      | Anne Suzuki      | Lisa Kearney    | Nekoda Davis  | Katharina Haecker | Alix Renaud-Roy | Jeong Gyeong-mi     | -               |
| 2015      | Katelyn Bouyssou | Ecaterina Guica | Émilie Amaron | Stéfanie Tremblay | Megan Fletcher  | Sarah Myriam Mazouz | Sarah Adlington |